# فولورن
فولورن (بالإنجليزية: Fulhorn)‏ هو أحد جبال سلسلة جبال الألب بليسور وجزء من القمة الأم ستاتزيرورن يقع في كانتون غراوبوندن، سويسرا. يبلغ ارتفاع الجبل حوالي 2529 متر، بينما يبلغ ارتفاع نتوء الجبل 128 متر.